# Bombers de Dayton
Les Bombers de Dayton sont une franchise professionnelle de hockey sur glace en Amérique du Nord qui évoluait dans l'ECHL. L'équipe était basée à Dayton dans l'Ohio aux États-Unis.

## Historique
La franchise est créée en 1991. En 2009, l'équipe décide de suspendre ses activités.
De sa création à 2008, l'équipe est utilisée comme club-école par plusieurs franchises : dans la Ligue internationale de hockey par les Wings de Kalamazoo, les Rivermen de Peoria, les K-Wings du Michigan et les Cyclones de Cincinnati ; dans la Ligue américaine de hockey par les Crunch de Syracuse ; et dans la Ligue nationale de hockey par les North Stars du Minnesota, les Blues de Saint-Louis, les Stars de Dallas et les Blue Jackets de Columbus.

## Statistiques
| No | Saison    | PJ | V  | D  | N  | DP | DTB | BP  | BC  | Pts | Classement                     | Séries éliminatoires         | Entraîneur    |
| -- | --------- | -- | -- | -- | -- | -- | --- | --- | --- | --- | ------------------------------ | ---------------------------- | ------------- |
| 1  | 1991-1992 | 64 | 32 | 26 | -  | 6  | -   | 305 | 300 | 70  | 5e place, division Ouest       | Défaite au premier tour      | Claude Noël   |
| 2  | 1992-1993 | 64 | 35 | 23 | -  | 6  | -   | 282 | 270 | 76  | 2e place, division Ouest       | Défaite au deuxième tour     | Claude Noël   |
| 3  | 1993-1994 | 68 | 29 | 31 | -  | 8  | -   | 316 | 308 | 66  | 5e place, division Nord        | Défaite au premier tour      | Jim Playfair  |
| 4  | 1994-1995 | 68 | 42 | 12 | -  | 9  | -   | 307 | 224 | 93  | 2e place, division Nord        | Défaite au deuxième tour     | Jim Playfair  |
| 5  | 1995-1996 | 70 | 35 | 28 | -  | 7  | -   | 247 | 237 | 77  | 5e place, division Nord        | Défaite au premier tour      | Jim Playfair  |
| 6  | 1996-1997 | 70 | 36 | 26 | 8  | -  | -   | 253 | 258 | 80  | 3e place, division Nord        | Défaite au premier tour      | Mark Kumpel   |
| 7  | 1997-1998 | 70 | 36 | 26 | 8  | -  | -   | 255 | 256 | 80  | 3e place, division Nord-Ouest  | Défaite au premier tour      | Mark Kumpel   |
| 8  | 1998-1999 | 70 | 34 | 27 | 9  | -  | -   | 239 | 241 | 77  | 4e place, division Nord-Ouest  | Défaite au deuxième tour     | Greg Ireland  |
| 9  | 1999-2000 | 70 | 32 | 28 | -  | 10 | -   | 230 | 226 | 74  | 4e place, division Nord-Ouest  | Défaite au deuxième tour     | Greg Ireland  |
| 10 | 2000-2001 | 72 | 45 | 21 | 6  | -  | -   | 247 | 194 | 96  | 2e place, division Nord-Ouest  | Défaite au troisième tour    | Greg Ireland  |
| 11 | 2001-2002 | 72 | 40 | 20 | 12 | -  | -   | 222 | 196 | 92  | 1re place, division Nord-Ouest | Finalistes de la Coupe Kelly | Greg Ireland  |
| 12 | 2002-2003 | 72 | 24 | 38 | 10 | -  | -   | 191 | 247 | 58  | 7e place, division Nord-Ouest  | Non qualifiés                | Greg Ireland  |
| 13 | 2003-2004 | 72 | 26 | 41 | 5  | -  | -   | 187 | 271 | 57  | 7e place, division Nord        | Non qualifiés                | Jamie Ling    |
| 14 | 2004-2005 | 72 | 23 | 40 | 9  | -  | -   | 175 | 225 | 55  | 8e place, division Nord        | Non qualifiés                | Don MacAdam   |
| 15 | 2005-2006 | 72 | 20 | 46 | 6  | -  | -   | 193 | 275 | 46  | 6e place, division Nord        | Non qualifiés                | Don MacAdam   |
| 16 | 2006-2007 | 72 | 37 | 26 | -  | 2  | 7   | 213 | 191 | 83  | 1re place, division Nord       | Finalistes de la Coupe Kelly | Don MacAdam   |
| 17 | 2007-2008 | 72 | 29 | 31 | -  | 6  | 6   | 201 | 229 | 70  | 5e place, division Nord        | Défaite au premier tour      | Bill McDonald |
| 18 | 2008-2009 | 72 | 32 | 33 | -  | 4  | 3   | 229 | 246 | 71  | 6e place, division Nord        | Non qualifiés                | Bill McDonald |